# 哈通蘇約卡薩山
13°21′21″S 71°51′44″W / 13.35583°S 71.86222°W

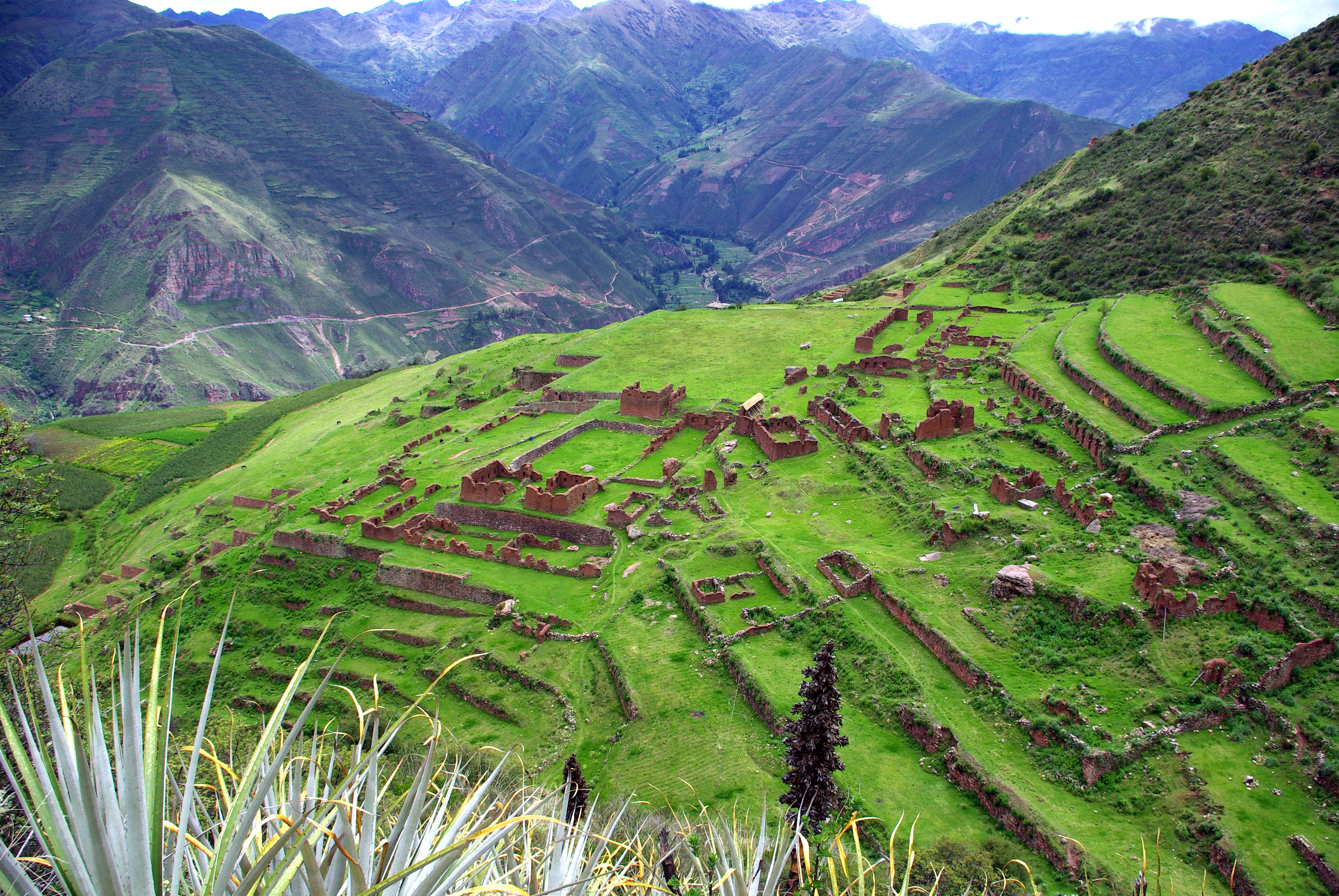

哈通蘇約卡薩山（Hatun Suyu Q'asa），是秘魯的山峰，位於該國南部庫斯科大區，由科亞區和拉邁區負責管轄，屬於安地斯山脈的一部分，海拔高度約4,400米。